# Чемпіонат України з футзалу серед жінок 2008—2009
Чемпіонат України з футзалу серед жінок 2008—2009 — 15-й чемпіонат України, в якому переможцем стала коцюбинська «Біличанка-НПУ» під керівництвом В. В. Колтка.

## Учасники
Порівняно з попереднім чемпіонатом команд стало більше, а саме 8. Тільки була представлена північна, центральна і східна Україна.
| - «Біличанка-НПУ» (смт. Коцюбинське, Київська область) - «Богдан-ЧНУ» (Черкаси) - «Зміна-СДЮШОР» (Суми) - «Житлобуд-2» (Харків) | - «Київгаз» (Київ) - «Надія-ДЮСШ» (м. Гребінка, Полтавська область) - «Ніка-ПНПУ» (Полтава) - «НУХТ» (Київ) |

## Регіональний розподіл
| Регіон             | Кіл-ть команд | Команди               |
| ------------------ | ------------- | --------------------- |
| Київ               | 2             | Київгаз, НУХТ         |
| Полтавська область | 2             | Ніка-ПНПУ, Надія-ДЮСШ |
| Київська область   | 1             | Біличанка-НПУ         |
| Сумська область    | 1             | Зміна-СДЮШОР          |
| Харківська область | 1             | Житлобуд-2            |
| Черкаська область  | 1             | Богдан-ЧНУ            |

## Підсумкова таблиця
| М | Команда                     |
| - | --------------------------- |
| 1 | «Біличанка-НПУ» Коцюбинське |
| 2 | «Ніка-ПНПУ» Полтава         |
| 3 | «НУХТ» Київ                 |
| ? | «Київгаз» Київ              |
| ? | «Надія-ДЮСШ» Гребінка       |
| ? | «Богдан-ЧНУ» Черкаси        |
| ? | «Зміна-СДЮШОР» Суми         |
| ? | «Житлобуд-2» Харків         |